# Фосињано (Латина)
Фосињано је насеље у Италији у округу Латина, региону Лацио.
Према процени из 2011. у насељу је живело 3718 становника. Насеље се налази на надморској висини од 52 м.